# کرانه سنگی

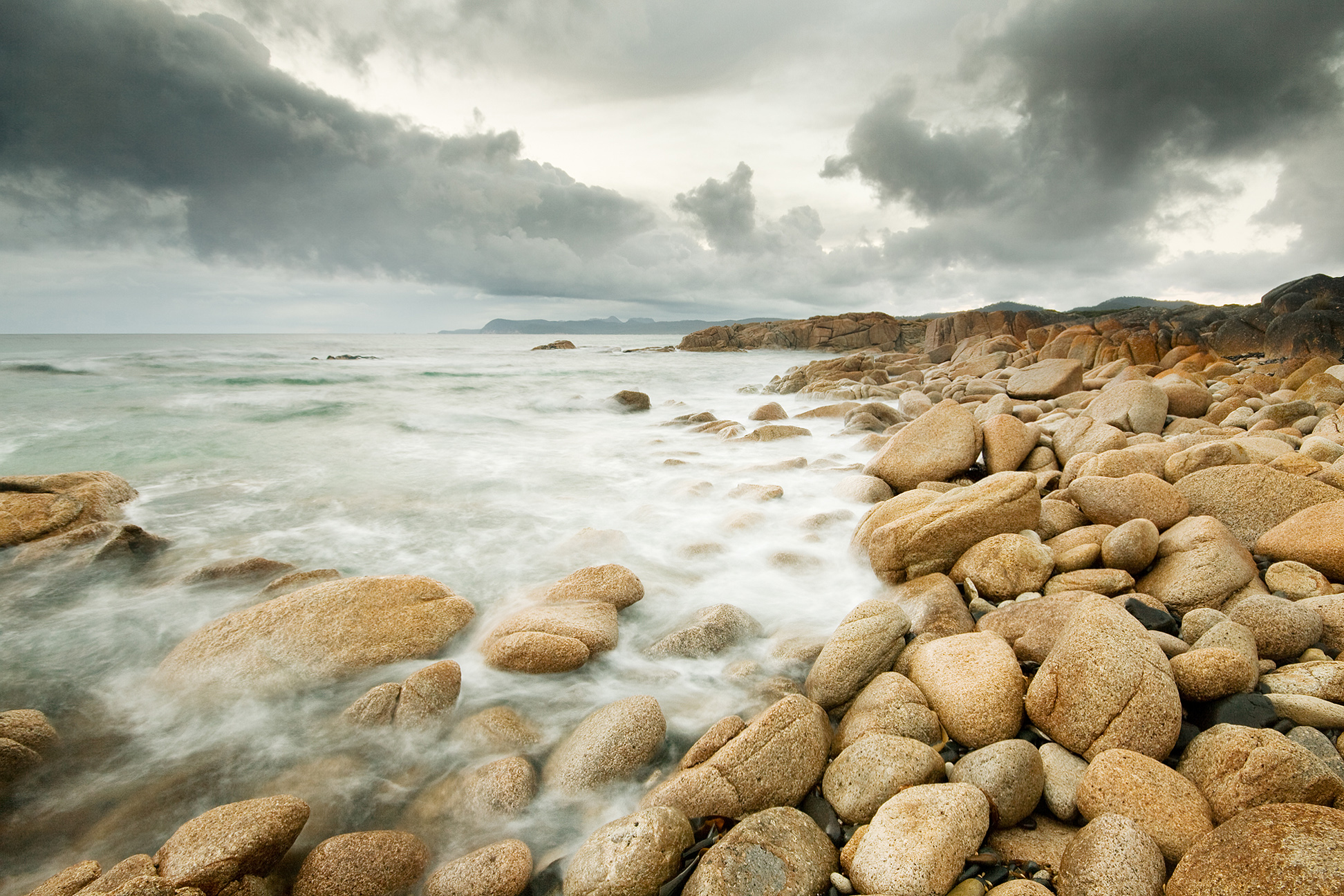
کشندهای بالا و پایین، یک زیستگاه شناور زندگی دریایی

کرانه سنگی یا کرانه صخره‌ای (به انگلیسی: Rocky shore) یک منطقه کشندی از سواحل دریا است که در آن سنگ جامد غالب است. سواحل صخره‌ای محیط‌های زیست‌شناختی غنی هستند و یک «آزمایشگاه طبیعی» مفید برای مطالعه بوم‌شناسی کشندی و دیگر فرآیندهای زیست‌شناختی هستند. به دلیل دسترسی بالا، مدت زیادی است که مورد مطالعه قرار گرفته‌اند و گونه‌های آنها به خوبی شناخته شده‌است.